# Nekibe Kelmendi
Nekibe Kelmendi, född den 11 maj 1944 i Peja i Kosovo i Jugoslavien, död den 19 juni 2011 i Pristina i Kosovo, var en kosovoalbansk jurist och politiker.
Nekibe Kelmendi studerade juridik och tjänstgjorde som domare vid domstolen i Pristina från 1968 till 1987. Hon var även den första kvinnliga albanska försvarsadvokaten. 
Kelmendi var medlem i Kosovos demokratiska förbund. Åren 1994–2000 arbetade hon vid en advokatbyrå som hennes man Bajram Kelmendi grundade. Den 24 mars 1999 mördades hennes man och två söner av serbiska styrkor. Nekibe Kelmendi var tvungen att gå under jorden för att undkomma mordförsök. Efter Kosovokriget tjänstgjorde hon vid FN-missionens juridiska avdelning. Hon utsågs i januari 2008 till Kosovos justitieminister.